# Chodów (gmina)
Pour les articles homonymes, voir Chodów.
Chodów [ˈxɔduf] est une commune rurale de la voïvodie de Grande-Pologne et du powiat de Koło. Elle s'étend sur 78 km2 et comptait 3 335 habitants en 2010. Elle se situe à environ 27 kilomètres à l'est de Koło et à 144 kilomètres à l'est de Poznań, la capitale régionale.